# Mafalda af Savoyen
Mafalda af Savoyen (Mafalda Maria Elisabetta Anna Romana; 2. november 1902 – 27. august 1944) var næstældste datter af Victor Emanuel 3. af Italien og dennes hustru Elena af Montenegro. Gennem sit ægteskab blev hun titulær Landgrevinde af Hessen-Kassel.
Hun blev gift 23. september 1925 med Philipp af Hessen-Kassel, og de fik fire børn:
1. Moritz (6. august 1926) – gift 1964 med Tatiana af Berleburg. Skilt 1974.
2. Heinrich (30. oktober 1927 – 18. november 1999).
3. Otto Adolf (3. juni 1937 – 3. januar 1998) – gift 1965 med Angela von Doering. Skilt 1969. Gift anden gang 1988 med Elisabeth Bönker. Skilt 1994.
4. Elisabeth Margarethe (8. oktober 1940) – gift 1962 med Friedrich Carl von Oppersdorf.

Philipp var aktiv nazist og gennem sit ægteskab blev han et vigtigt bindeled mellem de tyske nazister og de italienske fascister. Adolf Hitler nærede dog mistanke til Mafalda, og mens hun var på rejse i Bulgarien i 1943, hørte hun om Italiens overgivelse til De Allierede, og at hendes mand var blevet fængslet og at børnene var sendt til Vatikanet. Den 23. september 1943 blev hun arresteret i Bulgarien og sendt først til München, Flossenbürg, senere Berlin og til sidst i koncentrationslejren Buchenwald.
Buchenwald blev udsat for et allieret luftangreb den 24. august 1944, og Mafalda blev hårdt såret. Lægeholdet i lejren amputerede den sårede arm, men Mafalda forblødte.